# Луцький Аркадій Юхимович
Аркадій Юхимович Луцький (нар. 23 вересня 1905, м. Каховка Херсонської губернії — пом. 1 лютого 1980, м. Харків) — український хімік, доктор хімічних наук (1951), професор (1954).

## Біографія
Аркадій Луцький народився 23 вересня 1905 року у м. Каховка Херсонської губернії. Хімік. Доктор хімічних наук (1951), професор (1954). Закін. Київ. політех. інститут (1930).
У 1931—1936 роках працював на шахті (селище Рутченкове Донецької області, нині у складі Донецька), а потім в інституті «Діпрококс» (Харків).
Від 1937 по 1980 працював у Харківському політехнічному інституті. У 1951 році — отримав вчений ступінь доктора хімічних наук, у 1954 році — отримав звання професор. У 1961—1980 роках — завідувач кафедрою фізичної і колоїдної хімії Харківського політехнічного інституту.
Помер у м. Харкові 1 лютого 1980 року.

## Наукова діяльність
Основним напрямом наукової діяльності було розроблення теоретичних положень про природу водневого зв'язку. Під час дослідження рідкого стану речовин він запропонував метод «сумарних» залежностей для макрофізих властивостей рідин. Цей метод дозволив розраховувати значення фізичних властивостей рідин без проведення експерименту, для фізично-хімічних властивостей органічних розчинників — рівняння з розрахунку вільного об'єму рідини.
Луцький був фахівецем в галузі спектроскопії, електрооптичних явищ, діелектричних параметрів органічних молекул і квантової хімії міжмолекулярних взаємодій. Він створив наукову школу дослідників в галузі фізичної хімії. Під його керівництвом та за його ідеями захистили дисертаці 58 кандидатів наук. Серед них: О. М. Обухова, Л. А. Антропова, Г. І. Шеїна, А. Н. Панова, Л. І. Дегтярьова, В. В. Преждо, Б. А. Тромза, О. В. Шепель, Ю. І. Долженко, М. М. Котелевський, Б. А. Веретенченко та інші.

## Основні праці
- Водородная связь и химические свойства органических соединений // УХ. 1954. Т. 23, № 1;
- Молекулярные постоянные и поверхностное натяжение жидкостей // ЖФХ. 1955. Т. 29, № 6;
- Об изменении свойств тел в различных рядах химических соединений // Там само. 1961. Т. 35, № 9 (співавт.);
- О природе сил внутримолекулярной водородной связи // ТЭХ. 1971. Т. 7, № 1;
- Электронная модель водородной связи // ЖОХ. 1979. Т. 49, № 11;
- Молекулярное взаимодействие в растворах и частоты валентных колебаний // ЖФХ. 1979. Т. 53, № 5 (співавтор).